# José Pedro Viegas Barros
José Pedro Viegas Barros (nascido em 1957 na Argentina) é um linguista e filólogo argentino especialista nas línguas indígenas da Argentina e Sudamérica. Atualmente é pesquisador do CONICET. Também trabalha no Instituto de Linguística da Universidade de Buenos Aires.
Seus livros são La lengua chaná: Patrimonio cultural de Entre Ríos (2013, escrito com Blas Wilfredo Omar Jaime) e Proto-Guaicurú: Una reconstrucción fonológica, léxica y morfológica (2013).
Em 2009-2016, Viegas Barros foi um editor da revista acadêmica Cadernos de Etnolingüística.

## Obras selecionadas

### Livros
- La lengua chaná: Patrimonio cultural de Entre Ríos (2013)
- Proto-Guaicurú: Una reconstrucción fonológica, léxica y morfológica (2013)

### Artigos
- "La hipótesis de parentesco Guaicurú-Mataguayo: estado actual de la cuestión"
- "Un texto ritual en chaná"
- "Algunas semejanzas gramaticales macro-guaicurú-macro-je"
- Viegas Barros, J. P. (2001). «Evidencias del parentesco de las lenguas lule y vilela». Colección Folklore y Antropología, 4. Santa Fe: Subsecretaría de Cultura, Dirección Provincial de Gestión Cultural. pp. 15–21.
- Viegas-Barros, José Pedro (1990). «Dialectología qawasqar.» (PDF). Amerindia, 15. Consultado em 12 agosto 2007. Cópia arquivada (PDF) em 19 de novembro de 2006
- Viegas Barros, J. Pedro (2007): «Una propuesta de fonetización y fonemización tentativas de las hablas huarpes». Buenos Aires (Argentina): Universidad de Buenos Aires, 2007.
- Viegas-Barros, José Pedro (1992). «La familia lingüística tehuelche» (PDF). Revista Patagónica (54): 39-46. Consultado em 18 de agosto de 2016
- Viegas Barros, Pedro. 2002. Fonología del Proto-Mataguayo: Las fricativas dorsales. Mily Crevels, Simon van de Kerke, Sérgio Meira & Hein van der Voort (eds.), Current Studies on South American Languages [Indigenous Languages of Latin America, 3], p. 137-148. Leiden: Research School of Asian, African, and Amerindian Studies (CNWS).
- Viegas Barros, J. Pedro (2006). Proto-Lule-Vilela: Una Reconstrucción Fonológica Preliminar. Comisión “Lenguas Chaqueñas” del 52 Congreso Internacional de Americanistas. Sevilla (España): Universidad de Sevilla. 17-21 de julio de 2006.

### Manuscritos
- Viegas Barros, José Pedro. 2004. Guaicurú no, macro-Guaicurú sí: Una hipótesis sobre la clasificación de la lengua Guachí (Mato Grosso do Sul, Brasil). Ms. 34pp.